# Kathedrale St. Petrus in Ketten

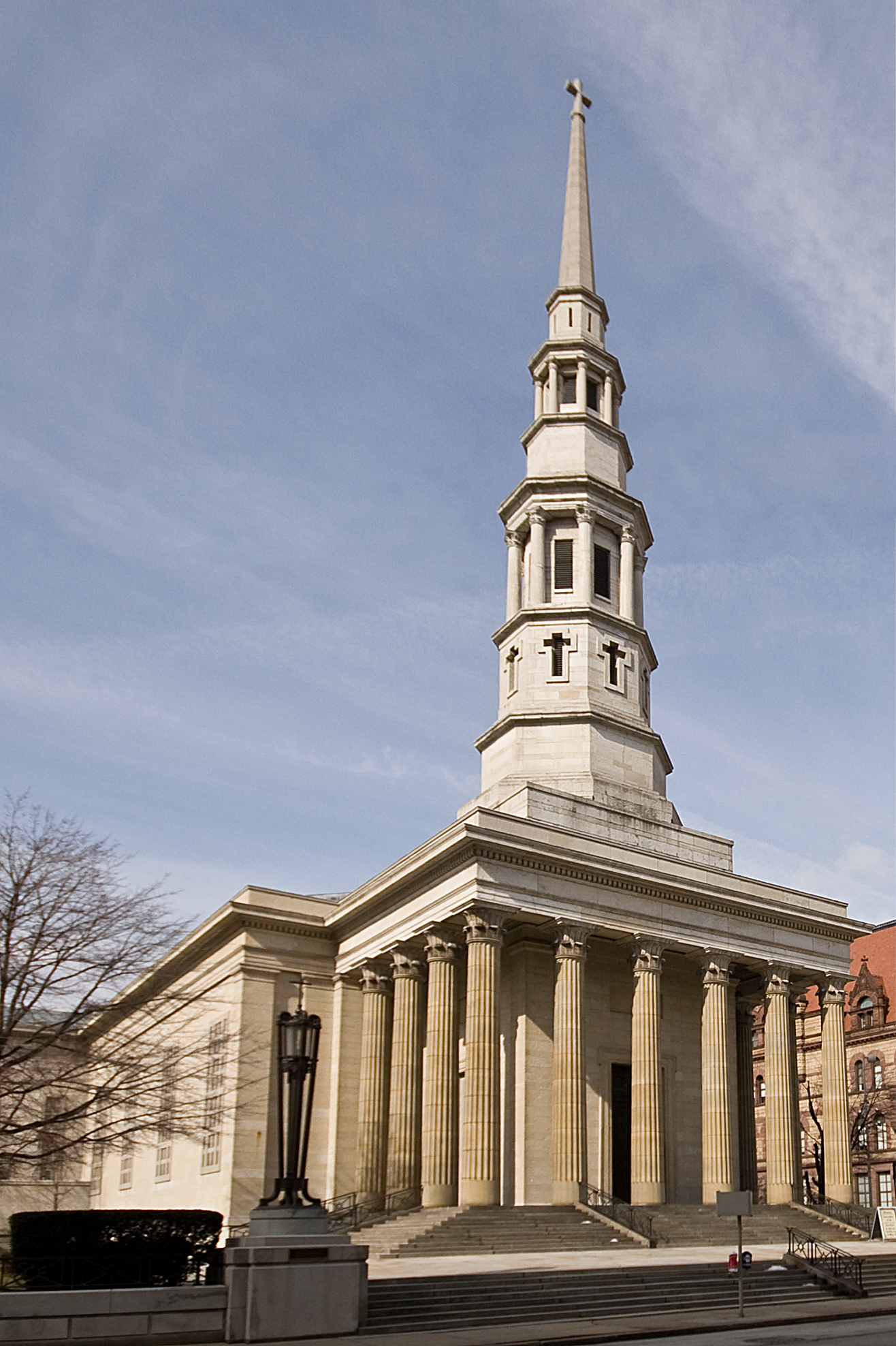
Kathedrale St. Petrus in Ketten

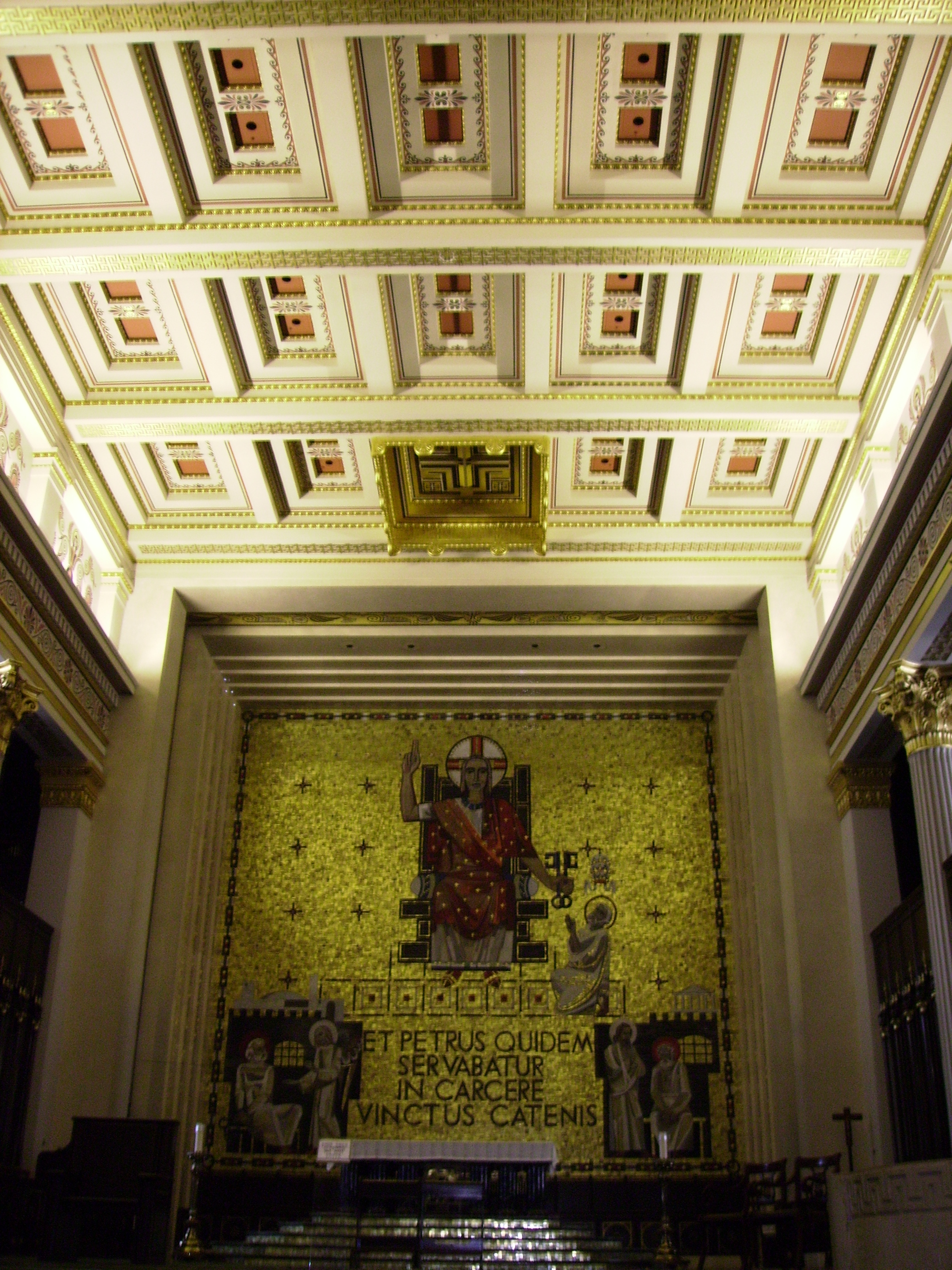
Blick zum Altar

Die Kathedrale St. Petrus in Ketten (St. Peter in Chains Cathedral) in Cincinnati im US-Bundesstaat Ohio ist die Bischofskirche des römisch-katholischen Erzbistums Cincinnati. Sie wurde in den Jahren 1841 bis 1845 im klassizistischen Stil erbaut.

## Geschichte
Der katholische Glaube wurde vor allem von deutschen und irischen Einwanderern nach Cincinnati gebracht. Bischofssitz wurde die Stadt 1821, Metropolitansitz 1850. Initiator des Kathedralbaus mit dem Patrozinium Petrus in Ketten war John Baptist Purcell, Bischof und Erzbischof von Cincinnati 1833–1883. Er weihte die Kirche am 2. November 1845. 1957 wurde die Kathedrale nach Westen erweitert und erhielt das großflächige Altarwandmosaik. Die Kirche wurde 2020 durch Papst Franziskus in den Rang einer Basilica minor erhoben.

## Architektur
Die Petruskathedrale ist eine ursprünglich rechteckige dreischiffige Hallenkirche mit leicht erhöhtem Mittelschiff. Die beiden Querhausarme wurden bei der Erweiterung 1957 hinzugefügt. Alle Decken sind kassettiert. Korinthische Säulen trennen die Schiffe. Dem Portal ist ein giebelloser Portikus mit zwölf korinthischen Säulen vorgestellt. Er trägt den Turm, der aus sechs achteckigen, sich verjüngenden Geschossen und einer schmalen Kegelspitze besteht. Architektonisches Vorbild war vor allem St. Martin-in-the-Fields in London.

## Ausstattung
Die Kathedrale besitzt ein Vortragekreuz mit einem Christuskorpus von Benvenuto Cellini. Das Portal ist aus massiver Bronze, die Kreuzwegstationen sind Mosaikbilder. Beherrschend ist das wandfüllende Mosaik an der Rückwand des Altarraums. Es wurde 1957 von dem deutschen Kirchenkünstler Anton Wendling geschaffen und zeigt Christus als Pantokrator, der Petrus die Schlüssel des Himmelreichs überreicht (Matthäus 16,19 ), flankiert von den kleineren Szenen der beiden Gefangenschaften des Petrus in Jerusalem (Apostelgeschichte 12,1–17 ) und mit Paulus im Mamertinischen Kerker in Rom.